# Фу Чун
Фу Чун (кит. 苻崇, пиньинь Fú Chóng, IV век — 394) — последний правитель государства Ранняя Цинь.

## Биография
Фу Чун впервые упоминается в документах в 386 году, когда его отец Фу Дэн провозгласил себя императором Ранней Цинь после гибели Фу Пи. Фу Дэн тогда объявил наследником престола Фу И (сына Фу Пи), а Фу Чуну дал пост в правительстве. В 388 году Фу И умер, и Фу Чун был объявлен новым наследником престола.
Когда в 394 году умер Яо Чан (основатель государства Поздняя Цинь), Фу Дэн решил предпринять крупное наступление на Позднюю Цинь. Оставив брата Фу Гуана охранять Юнчэн, а сына Фу Чуна — крепость Хукун, он двинулся вперёд, не позаботившись о том, чтобы у его армии были достаточные запасы воды. Яо Син (наследник Яо Чана) смог блокировать его войска у Мавэя, лишив их доступа к воде, и армия погибла от жажды. Узнав о разгроме, Фу Гуан и Фу Чун бросили охраняемые участки, и Фу Дэн не смог их вернуть. Ему пришлось бежать в Пинлян, а оттуда — в горы. Он отправил своего сына Фу Цзуна за помощью к Цифу Ганьгую (правителю государства Западная Цинь), и тот отправил к нему генерала Цифу Ичжоу, но когда Фу Дэн покинул горы, чтобы встретиться с Цифу Ичжоу, то Яо Син перехватил его, взял в плен и казнил.
Узнав о смерти отца, Фу Чун бежал в находившийся под контролем Цифу Ганьгуя Хуанчжун и там провозгласил себя императором, а своего сына Фу Сюаня — наследником престола. Однако зимой 394 года Цифу Ганьгуй выслал его, и он бежал к одному из последних остававшихся верным его отцу генералу — Ян Дину. Ян Дин отправил войска против Цифу Ганьгуя, однако генералы Западной Цинь их разгромили, а Ян Дин и Фу Чун погибли в сражении.
Так пало государство Ранняя Цинь. Хотя Фу Сюань и смог бежать, присоединившись к Ян Шэну (преемнику Ян Дину), он уже не пытался восстановить империю. Впоследствии Фу Сюань упоминается в исторических документах в 397 году (когда он и Ян Шэн получили генеральские звания от империи Цзинь), в 407 году (когда он повёл армию Ян Шэна против Поздней Цинь) и в 413 году (когда цзиньские власти приказали ему вернуться в Чоучи).